# 博爾萊什蒂鄉
47°40′38″N 23°20′06″E / 47.6772°N 23.335°E
博爾萊什蒂鄉（羅馬尼亞語：Comuna Borlești, Neamț），是羅馬尼亞的鄉份，位於該國東北部，由尼亞姆茨縣負責管轄，面積107平方公里，海拔高度305米，2007年人口9,509，人口密度每平方公里89人。